# Yves Lamarque
Yves Lamarque (Dax, 30 de noviembre de 1967) es un deportista francés que compitió en remo.
Ganó dos medallas en el Campeonato Mundial de Remo, en los años 1993 y 1994. Participó en dos Juegos Olímpicos de Verano, en los años 1992 y 1996, ocupando el sexto lugar en Barcelona 1992, en la prueba de cuatro scull.

## Palmarés internacional
| Campeonato Mundial | Campeonato Mundial            | Campeonato Mundial | Campeonato Mundial |
| Año                | Lugar                         | Medalla            | Prueba             |
| ------------------ | ----------------------------- | ------------------ | ------------------ |
| 1993               | Račice (República Checa)      | Medalla de oro     | Doble scull        |
| 1994               | Indianápolis (Estados Unidos) | Medalla de bronce  | Doble scull        |